# Psychilis rubeniana
Psychilis rubeniana là một loài thực vật có hoa trong họ Lan. Loài này được Dod ex Sauleda miêu tả khoa học đầu tiên năm 1988.